# Kingston Avenue
Kingston Avenue – stacja metra nowojorskiego, na linii 2, 3 i 4. Znajduje się w dzielnicy Brooklyn, w Nowym Jorku i zlokalizowana jest pomiędzy stacjami Nostrand Avenue i Crown Heights – Utica Avenue. Została otwarta 23 sierpnia 1920.